# Mirakelspil
Mirakelspil er et middelalderligt drama hvor Jomfru Marias eller en helgens undergerninger skildres. Mirakelspil blev især meget populært i det 14. århundrede hvorfra den berømte franske samling, Les miracles de Notre Dame, blev skrevet.
Det ældste danske mirakelspil handler om Knud Lavard, hvilket findes i et skridt fra slutningen af det 16. århundrede, men er formentligt meget ældre.
| Kunst og kultur | Spire Denne artikel om scenekunst og teater er en spire som bør udbygges. Du er velkommen til at hjælpe Wikipedia ved at udvide den. |